# Poseidone di Milo
Il Poseidone di Milo è una statua, presumibilmente realizzata sul finire del II secolo a.C., raffigurante Poseidone e conservata al Museo archeologico nazionale di Atene. Viene solitamente ricondotta al periodo ellenistico.

## Storia e descrizione
La statua è stata scoperta nel 1877 sull'isola di Milo; è stata scolpita nel marmo pario ed ha un'altezza di circa 2,35 metri, che la rende maggiore rispetto alla grandezza naturale. La figura fu ritrovata divisa in numerosi pezzi, successivamente riattaccati. Parti del piede sinistro e dell'himation sono ricostruzioni moderne, mentre altre del naso, della barba e dei capelli sono assenti.
La divinità è raffigurata seminuda in una posa maestosa, mentre tende verso l'alto il suo muscoloso braccio destro, probabilmente nell'atto di impugnare il tridente, attualmente perduto. L'himation gli avvolge i fianchi, copre le gambe ed i genitali e Poseidone lo tiene al suo posto grazie alla mano sinistra; inoltre, anche la schiena è parzialmente coperta. Una porzione di stoffa giace sulla sua spalla sinistra, misteriosamente sospesa. Il peso della figura viene scaricato sulla sua gamba destra, al contrario della sinistra che non ne regge affatto. La muscolatura delle braccia e del corpo in generale è finemente lavorata. La testa è leggermente rivolta a sinistra e lo sguardo volge in lontananza. Dietro alla figura di Poseidone vi è un delfino, che serve come supporto aggiuntivo per sostenere il peso della statua. La posa è piuttosto comune per statue raffiguranti Poseidone, Zeus o Ade.